# Tignale
Tignale är en ort och kommun i provinsen Brescia i regionen Lombardiet i Italien. Kommunen hade 1 227 invånare (2018).